# Juan Bautista Cambiaso (barco)
Juan Bautista Cambiaso (BE-01) es el buque escuela de la Armada de República Dominicana.  Es un bergantín-goleta de tres mástiles con casco de acero y cubierta revestida de teca. Lleva el nombre del almirante dominicano de origen genovés Juan Bautista Cambiaso, héroe de la batalla naval de tortuguero, librada durante la guerra de independencia dominicana en 1844.

## Historia

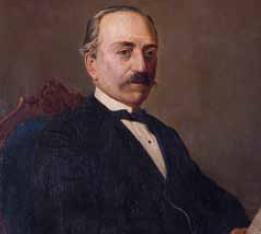
Juan Bautista Cambiaso (1820-1886) fundador de la Armada Dominicana.

El Juan Bautista Cambiaso fue botado el 29 de agosto de 2009 en  Varna,Bulgaria. El buque, cuyo nombre original era «Royal Helena», fue adquirido por Armada de República Dominicana en agosto de 2018 y renombrado en honor al almirante Cambiaso, fundador de la Armada dominicana, que derrotó a la armada haitiana en la Batalla de Tortuguero. Durante este enfrentamiento, una fuerza de tres goletas dominicanas lideradas por Juan Bautista Cambiaso (al mando de la goleta insignia Separación Dominicana) derrotó a una fuerza de tres buques de guerra de la armada haitiana, asegurando la supremacía de la recién nacida nación.
El barco sustituye a un buque escuela anterior, una corbeta de motor, «HMCS Belleville», adquirida a la Armada canadiense en 1947 y renombrada también Juan Bautista Cambiaso. Fue desguazado en 1972.
En 2016 y 2017, el barco participó en la Regata de grandes veleros en el mar negro.
El Juan Bautista Cambiaso se utiliza en las relaciones internacionales dominicanas como "Embajador de los Mares del Mundo". En julio de 2023, el barco hizo escala en Jamaica, fortaleciendo los lazos entre las dos naciones.

## Descripción
El Juan Bautista Cambiaso es un bergantín-goleta de 54 metros de largo y 8 metros de manga, con capacidad para 37 cadetes en viajes de varios días y una tripulación permanente de 12 personas. Su indicativo de llamada es LZKZ y está identificado con el número MMSI 207369000.

## Accidentes
El 20 de junio de 2017, antes de que la armada dominicana comprara el buque, chocó contra otro barco, el Victoria, al entrar en el puerto de Oudeschild (Países Bajos). No hubo heridos.